# Dryadella espirito-santensis
Dryadella espirito-santensis är en orkidéart som först beskrevs av Guido Frederico João Pabst, och fick sitt nu gällande namn av Carlyle August Luer. Dryadella espirito-santensis ingår i släktet Dryadella och familjen orkidéer. Inga underarter finns listade i Catalogue of Life.